# Cousin Emmy
Cynthia May Carver (* 14. März 1903 nahe Lamb, Kentucky; † 11. April 1980 in Sherman Oaks, Los Angeles) war eine US-amerikanische Country-Sängerin, Entertainerin, Multiinstrumentalistin und Songwriterin, die in den 1930er Jahren als Cousin Emmy bekannt wurde. Im Zuge des Folk-Revivals der 1960er Jahre erlebte sie ein Comeback.

## Biografie
Cousin Emmy war die Tochter eines Tabakfarmers. Bereits als Kind spielte sie Banjo und trat mit zwei Cousins, den Carver Brothers, auf.
Später wurde sie bei dem Radiosender WHAS in Louisville vorstellig, der sie nach einigem Zögern in sein Programm aufnahm. 1935 trat sie mit Frankie Mores Log Cabin Boys im Radio und in Liveshows auf. In diesem Jahr gewann sie den National Oldtime Fiddlers Contest. Bis 1938 hatte sie ihre eigene Tourband und ein eigenes Radioprogramm.
Als ihre Radiosendungen an Popularität gewannen, wechselte sie zu größeren Sendern in St. Louis und Chicago. Das City Art Museum in St. Louis kürte sie zur perfektesten Sängerin von Mountain-Balladen. Sie bekam einen Plattenvertrag bei Decca Records, wo sie eine Single und ein Album unter dem Namen „Cousin Emmy and Her Kinfolk“ aufnahm.
Später zog Cousin Emmy nach Los Angeles, wo sie in den Filmen Swing in the Saddle (1944) und The Second Greatest Sex (1955) mitspielte. Sie trat in lokalen Country-Clubs auf, während sie mehrere Adoptivkinder großzog. Sie hatte auch ein Engagement im Disneyland.
Die Osborne Brothers nahmen 1956 das Lied Ruby Are You Mad? von Cousin Emmy and Her Kinfolk auf, das ihr erster Hit wurde.
Durch das Folk-Revival der 1960er Jahre gewann Cousin Emmy ein neues Publikum. Sie trat in Pete Seegers Fernsehshow Rainbow Quest auf. 1966 war sie in Europa auf Tour.
1967 nahm sie mit den New Lost City Ramblers das Album The New Lost City Ramblers with Cousin Emmy auf. Dies führte zu Auftritten in bekannten Clubs wie dem Ash Grove in Los Angeles und auf dem Newport Folk Festival; letzterer ist teilweise in dem Oskar-nominierten Film Festival (1967) zu sehen.
Als kluge Geschäftsfrau behielt Cousin Emmy die Urheberrechte an ihren Songs. Sie bezeichnete sich selbst als „the first hillbilly to own a Cadillac“ (die erste Hinterwäldlerin mit einem eigenen Cadillac).
Cousin Emmy starb am 11. April 1980 in Sherman Oaks, Los Angeles.